# Ablabesmyia phatta
Ablabesmyia phatta es una especie de insecto díptero del género Ablabesmyia, familia Chironomidae.

Fue descrito por primera vez en 1863 por Egger.

## Distribución
Se distribuye por Europa.